# العلاقات الأذربيجانية اللاوسية
العلاقات الأذربيجانية اللاوسية هي العلاقات الثنائية التي تجمع بين أذربيجان ولاوس.

## مقارنة بين البلدين
هذه مقارنة عامة ومرجعية للدولتين:
| وجه المقارنة                                              | أذربيجان        | لاوس        |
| --------------------------------------------------------- | --------------- | ----------- |
| المساحة (كم2)                                             | 86.60 ألف       | 236.80 ألف  |
| عدد السكان (نسمة)                                         | 10.00 مليون     | 6.86 مليون  |
| الكثافة السكانية (ن./كم²)                                 | 115.47          | 28.97       |
| العاصمة                                                   | باكو            | فيينتيان    |
| اللغة الرسمية                                             | اللغة الأذرية   | اللغة اللاو |
| العملة                                                    | مانات أذربيجاني | كيب لاوي    |
| الناتج المحلي الإجمالي (بليون دولار)                      | 40.75 مليار     | 16.85 مليار |
| الناتج المحلي الإجمالي (تعادل القوة الشرائية) بليون دولار | 171.56 مليار    | 38.71 مليار |
| الناتج المحلي الإجمالي الاسمي للفرد دولار أمريكي          | 5.50 ألف        | 1.82 ألف    |
| الناتج المحلي الإجمالي للفرد دولار أمريكي                 | 17.52 ألف       |             |
| مؤشر التنمية البشرية                                      | 0.751           | 0.575       |
| رمز المكالمات الدولي                                      | +994            | +856        |
| رمز الإنترنت                                              | .az             | .la         |
| المنطقة الزمنية                                           | ت ع م+04:00     | ت ع م+07:00 |

## منظمات دولية مشتركة
يشترك البلدان في عضوية مجموعة من المنظمات الدولية، منها:
| علم المنظمة | اسم المنظمة                        | تاريخ انضمام أذربيجان | تاريخ انضمام لاوس |
| ----------- | ---------------------------------- | --------------------- | ----------------- |
|             | البنك الدولي للإنشاء والتعمير      | 18 سبتمبر 1992        | 5 يوليو 1961      |
|             | بنك التنمية الآسيوي                | 1999                  | 1966              |
|             | يونسكو                             | 3 يونيو 1992          | 9 يوليو 1951      |
|             | وكالة ضمان الاستثمار متعدد الأطراف | 23 سبتمبر 1992        | 5 أبريل 2000      |
|             | مؤسسة التمويل الدولية              | 11 أكتوبر 1995        | 29 يناير 1992     |
|             | منظمة الشرطة الجنائية الدولية      | ?                     | ?                 |
|             | الأمم المتحدة                      | 2 مارس 1992           | 14 ديسمبر 1955    |
|             | مؤسسة التنمية الدولية              | 31 مارس 1995          | 28 أكتوبر 1963    |
|             | منظمة حظر الأسلحة الكيميائية       | ?                     | ?                 |

## وصلات خارجية
- موقع وزارة الخارجية الأذربيجانية